# خرده‌فرهنگ پانک

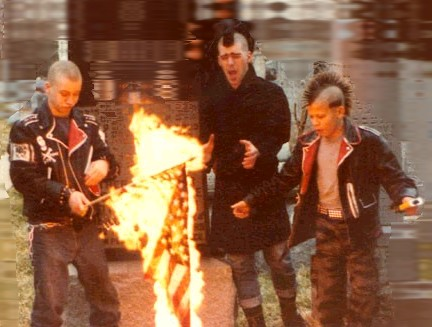
مد پانک در اوایل دهه ۱۹۸۰

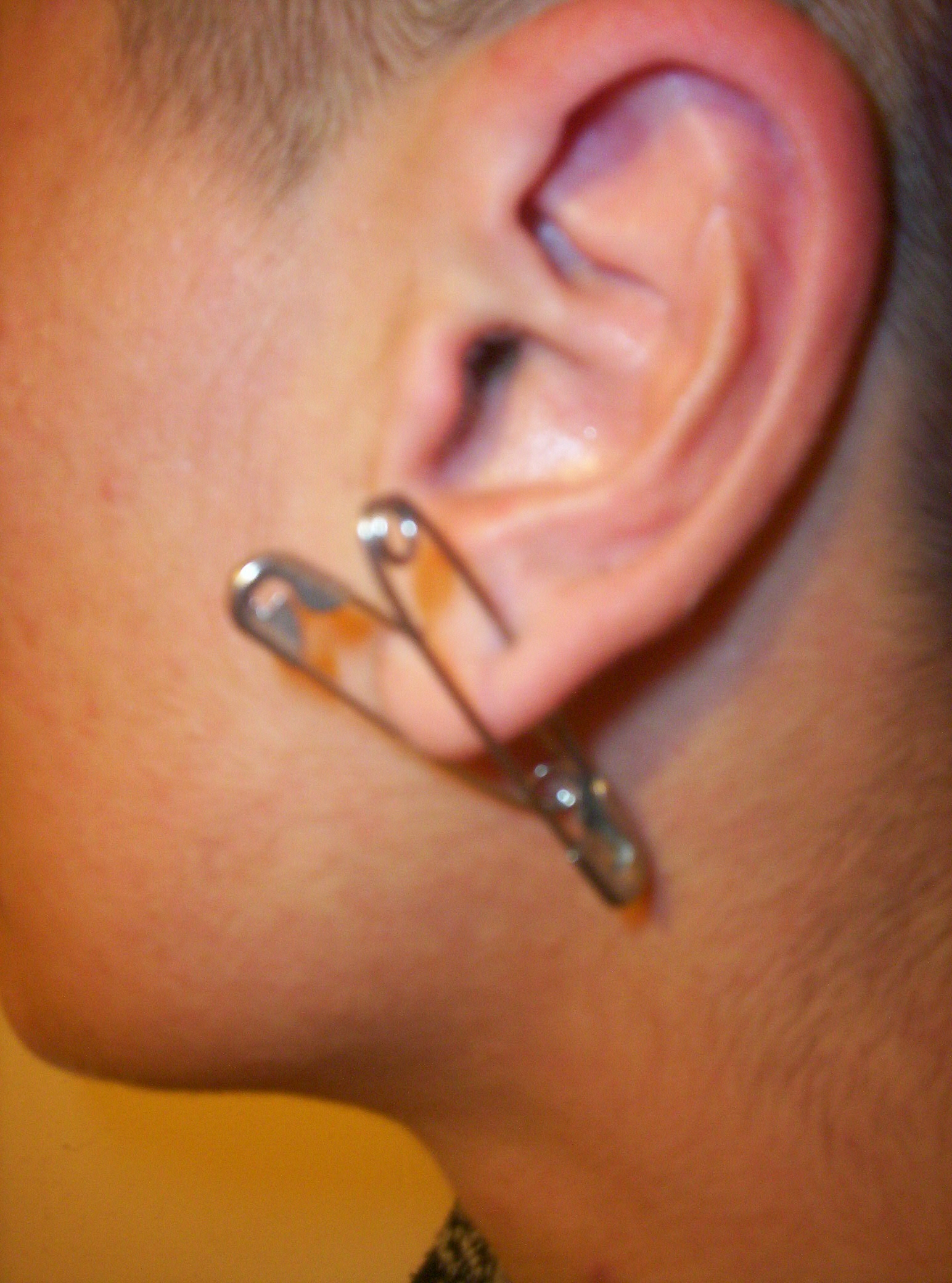
سنجاق قفلی در گوش یک پانک.

خرده فرهنگ پانک خرده فرهنگی است شامل آرایه‌های مختلفی مانند ایدئولوژی، فرم‌های بیان، همین طور مد، هنرهای تجسّمی، رقص، ادبیات، فیلم و در نهایت سبک پانک راک می‌شود.

## تاریخچه
خرده فرهنگ پانک در اواسط دههٔ ۱۹۷۰ در انگلستان، ایالات متحده آمریکا و استرالیا ظهور کرد. اینکه پانک دقیقاً از کدام منطقه نشأت گرفته‌است موضوعی است که در درون خود جنبش به‌مدت درازی مورد بحث قرار گرفته‌است.  